# William Nott-Bower

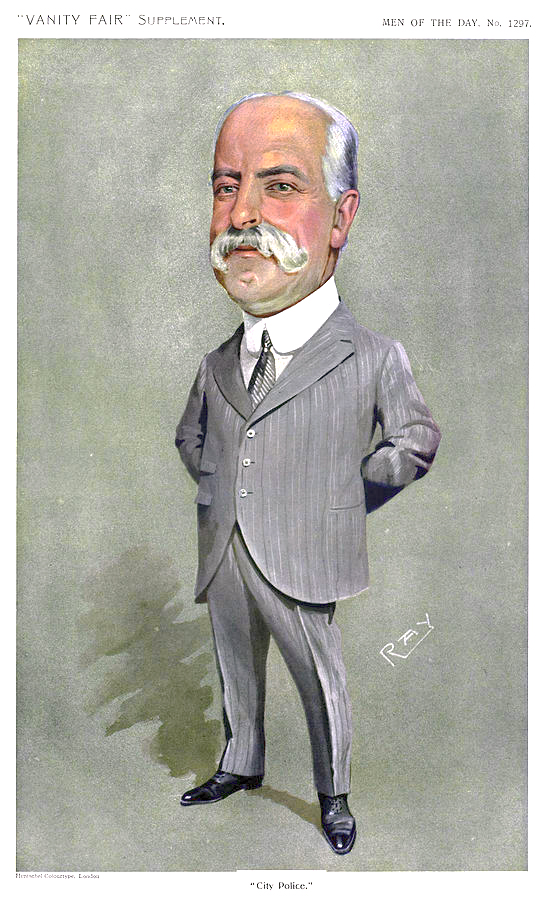
Caricatura di William Nott-Bower pubblicata su Vanity Fair

Sir John William Nott-Bower (York, 1849 – 1939) è stato un poliziotto britannico, Commissario della City of London Police dal 1902 al 1925.

## Biografia
Era il figlio del dottore John Bower, e nipote di sir William Nott. Sir Edmund Ernest Nott-Bower era suo fratello.

## Carriera
Studiò a Cheltenham e a Sandhurst, e servì nel King's Regiment. In seguito fu nominato capitano del V battaglione del West Yorkshire Regiment.
Bower fu trasferito al Royal Irish Constabulary, poi servì come capo della polizia di Leeds, prima di essere nominato capo conestabile di Liverpool nel mese di ottobre 1881. Qui introdusse delle ambulanze della polizia trainate da cavalli.
Nel marzo 1902 fu nominato commissario della polizia della City di Londra, carica che mantenne fino al 1925. Nel 1904 riuscì a introdurre un corpo permanente di polizia montata. Anche qui chiese l'introduzione di ambulanze della polizia. Nott-Bower propose che venissero trainate da cavalli, ma a partire dal 1907 furono invece acquistati dei veicoli elettrici.
Dopo la fine del mandato pubblicò il libro Fifty-two years a policeman.

## Matrimonio
Nel 1889 sposò Florence Harrison, figlia di Reginald Harrison. Ebbero un figlio Sir John Nott-Bower (1892-1972).